# Guazzora
Guazzora là một đô thị ở tỉnh Alessandria trong vùng Piedmont của Italia, có vị trí cách khoảng 90 km về phía đông của Torino và khoảng 20 km về phía đông bắc của Alessandria. Tại thời điểm ngày 31 tháng 12 năm 2004, đô thị này có dân số 311 người và diện tích là 2,9 km².
Guazzora giáp các đô thị: Alzano Scrivia, Castelnuovo Scrivia, Isola Sant'Antonio, Molino dei Torti, và Sale.